# Matteo Egizio
Matteo Egizio (Napoli, 23 gennaio 1674 – Napoli, 29 novembre 1745) è stato uno storico, bibliotecario, numismatico ed erudito italiano.

## Biografia
La famiglia era originaria di Gravina di Puglia. Il padre lavorava per conto di una nobile, Maria Milano, che spinse Egizio verso gli studi classici. In seguito Egizio studiò giurisprudenza, materia in cui ottenne la laurea. Da giovane divideva il suo tempo tra l'insegnamento privato e la frequentazione della biblioteca di Giuseppe Valletta, di cui redasse il catalogo.
In seguito fu precettore presso il principe di Torella, Antonio Carmine Caracciolo e contemporaneamente divenne noto per la sua competenza nell'antiquaria, tanto che ci si rivolgeva a lui per l'interpretazione di monete ed epigrafi e spesso gli veniva richiesto di comporne delle nuove. Manteneva rapporti di corrispondenza con vari intellettuali del tempo: Anton Francesco Gori, Scipione Maffei, Apostolo Zeno, Bernard de Montfaucon. 
Divenne membro dell'Accademia degli Uniti di Napoli, scrisse per il Giornale dei letterati e fu vicino all'ambiente del libertinismo e dell'anticurialismo.
Era sostenitore dei Borboni e quando nel 1713 arrivarono gli austriaci si allontanò dalla capitale e si trasferì ad Amalfi. Tornato in seguito a Napoli condusse vita isolata.
Egizio fu anche membro dell'Arcadia con lo pseudonimo di Timaste Pisandeo.

## Opere
- Matteo Egizio, Serie degl'imperadori romani distesa da Matteo Egizio. Per maggior lume della storia ecclesiastica e per servire come di supplemento, o di correzione al mermoriale cronologico di G. Marcello, Nuova stamperia di Francesco Laino, 1713.
- Matteo Egizio, Opusculi volgari, e latini (1751)